# US Open (Squash)

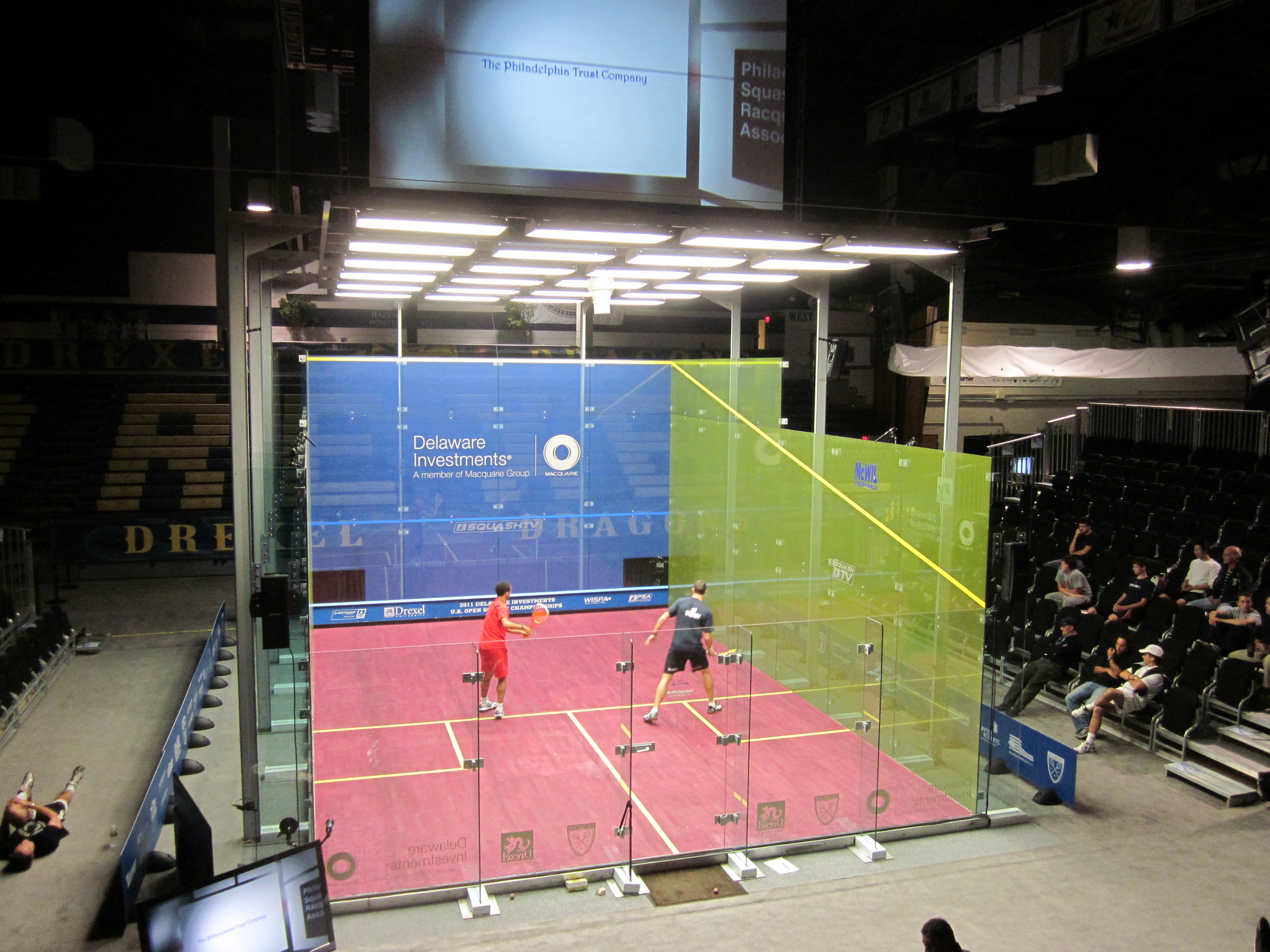
Der Glascourt bei den US Open 2011 in der Drexel University

Die United States Open, kurz US Open, sind ein jährlich stattfindendes Squashturnier für Herren und Damen. Es findet in der Drexel University in Philadelphia, Pennsylvania, statt.
Das Herrenturnier wurde ursprünglich 1954 ins Leben gerufen, zunächst in der amerikanischen Variante des Squashsports, des Hardball squash. Erst seit 1985 wird das Turnier in der internationalen Squashvariante ausgetragen und gehört aktuell zur Kategorie Squash Tour Platinum, der dritthöchsten Wertungskategorie. Das Gesamtpreisgeld betrug 2024 insgesamt 213.500 US-Dollar. Bei den Damen wird das Turnier seit 2010 ausgetragen. Die Ausgaben in den Jahren 2002, 2003, 2004, 2006, 2007 und 2009 fungierten gleichzeitig als Carol Weymuller Open.
Mit vier Titeln ist Peter Nicol Rekordsieger. Bei den Damen gewannen Nouran Gohar und Cassie Jackman das Turnier viermal.

## Liste der Sieger

### Herren

#### Seit 1985
| Jahr | Austragungsort                             | Sieger                                     | Finalgegner                                | Ergebnis                                   |
| ---- | ------------------------------------------ | ------------------------------------------ | ------------------------------------------ | ------------------------------------------ |
| 2024 | Philadelphia                               | Ali Farag                                  | Diego Elías                                | 11:4, 11:8, 11:4                           |
| 2023 | Philadelphia                               | Paul Coll                                  | Ali Farag                                  | 11:7, 11:7, 8:11, 8:11, 12:10              |
| 2022 | Philadelphia                               | Diego Elías                                | Ali Farag                                  | 2:0 Aufgabe                                |
| 2021 | Philadelphia                               | Mostafa Asal                               | Tarek Momen                                | 5:11, 5:11, 11:9, 12:10, 11:3              |
| 2020 | aufgrund der COVID-19-Pandemie ausgefallen | aufgrund der COVID-19-Pandemie ausgefallen | aufgrund der COVID-19-Pandemie ausgefallen | aufgrund der COVID-19-Pandemie ausgefallen |
| 2019 | Philadelphia                               | Ali Farag                                  | Mohamed Elshorbagy                         | 11:4, 11:7, 11:2                           |
| 2018 | Philadelphia                               | Mohamed Elshorbagy                         | Simon Rösner                               | 8:11, 11:8, 6:11, 11:8, 11:4               |
| 2017 | Philadelphia                               | Ali Farag                                  | Mohamed Elshorbagy                         | 12:10, 11:9, 11:8                          |
| 2016 | Philadelphia                               | Mohamed Elshorbagy                         | Nick Matthew                               | 10:12, 12:14, 11:1, 11:4, 3:0 Aufgabe      |
| 2015 | Philadelphia                               | Grégory Gaultier                           | Omar Mosaad                                | 11:6, 11:3, 11:5                           |
| 2014 | Philadelphia                               | Mohamed Elshorbagy                         | Amr Shabana                                | 8:11, 11:9, 11:3, 11:3                     |
| 2013 | Philadelphia                               | Grégory Gaultier                           | Nick Matthew                               | 11:4, 11:5, 11:5                           |
| 2012 | Philadelphia                               | Ramy Ashour                                | Grégory Gaultier                           | 11:4, 11:9, 11:9                           |
| 2011 | Philadelphia                               | Amr Shabana                                | Nick Matthew                               | 11:9, 8:11, 11:2, 11:4                     |
| 2010 | Chicago                                    | Wael El Hindi                              | Laurens Jan Anjema                         | 11:8, 5:11, 11:7, 11:7                     |
| 2009 | Chicago                                    | Amr Shabana                                | Ramy Ashour                                | 11:7, 11:2, 7:11, 12:14, 11:8              |
| 2008 | nicht ausgetragen                          | nicht ausgetragen                          | nicht ausgetragen                          | nicht ausgetragen                          |
| 2007 | New York City                              | Nick Matthew                               | James Willstrop                            | 11:7, 11:4, 11:7                           |
| 2006 | Boston                                     | Grégory Gaultier                           | Amr Shabana                                | 11:5, 7:11, 11:4, 11:9                     |
| 2005 | Boston                                     | Lee Beachill                               | David Palmer                               | 11:7, 9:11, 8:11, 11:1, 11:8               |
| 2004 | Boston                                     | Lee Beachill                               | Peter Nicol                                | 11:8, 11:9, 11:9                           |
| 2003 | Boston                                     | Peter Nicol                                | David Palmer                               | 15:10, 14:15, 15:14, 17:15                 |
| 2002 | Boston                                     | David Palmer                               | Stewart Boswell                            | 15:13, 15:10, 15:11                        |
| 2002 | Boston                                     | Peter Nicol                                | Jonathon Power                             | 15:7, 15:5, 15:6                           |
| 2000 | Boston                                     | Jonathon Power                             | Simon Parke                                | 15:3, 11:15, 15:12, 15:12                  |
| 1999 | Boston                                     | Simon Parke                                | Jonathon Power                             | 15:13, 15:7, 8:15, 7:15, 15:13             |
| 1998 | Boston                                     | Peter Nicol                                | Jonathon Power                             | 10:15, 15:12, 15:11, 15:3                  |
| 1997 | Minneapolis                                | Jonathon Power                             | Simon Parke                                | 15:6, 15:10, 15:9                          |
| 1996 | Minneapolis                                | Rodney Eyles                               | Peter Nicol                                | 9:15, 17:15, 15:12, 15:17, 15:12           |
| 1995 | Providence                                 | Jansher Khan                               | Simon Parke                                | 15:11, 17:16, 15:8                         |
| 1994 | Providence                                 | Peter Nicol                                | Chris Walker                               | 15:13, 15:9, 13:15, 12:15, 15:5            |
| 1993 | Philadelphia                               | Rodney Eyles                               | Paul Lord                                  | 15:7, 15:11, 7:15, 15:12                   |
| 1992 | nicht ausgetragen                          | nicht ausgetragen                          | nicht ausgetragen                          | nicht ausgetragen                          |
| 1991 | New York City                              | Rodney Martin                              | Brett Martin                               | 15:11, 15:11, 13:15, 15:6                  |
| 1990 | Houston                                    | Jansher Khan                               | Chris Robertson                            | 13:15, 15:5, 15:7, 15:7                    |
| 1989 | Houston                                    | Rodney Martin                              | Jansher Khan                               | 15:9, 1:15, 15:12, 15:12                   |
| 1988 | Seattle                                    | Jahangir Khan                              | Chris Dittmar                              | 15:11, 15:6, 15:11                         |
| 1987 | New York City                              | Jansher Khan                               | Chris Dittmar                              | 15:7, 11:15, 15:1, 15:7                    |
| 1986 | Houston                                    | Stuart Davenport                           | Ross Norman                                | 16:17, 5:15, 15:10, 15:10, 15:10           |
| 1985 | San Francisco                              | Jahangir Khan                              | Ross Norman                                | 15:4, 15:5, 15:8                           |

### Damen
| Jahr | Austragungsort                             | Siegerin                                   | Finalgegnerin                              | Ergebnis                                   |
| ---- | ------------------------------------------ | ------------------------------------------ | ------------------------------------------ | ------------------------------------------ |
| 2024 | Philadelphia                               | Nouran Gohar                               | Nour El Sherbini                           | 11:8, 11:9, 10:12, 11:7                    |
| 2023 | Philadelphia                               | Nour El Sherbini                           | Hania El Hammamy                           | 11:6, 11:6, 11:7                           |
| 2022 | Philadelphia                               | Nouran Gohar                               | Nour El Sherbini                           | 11:7, 9:11, 11:7, 11:6                     |
| 2021 | Philadelphia                               | Nouran Gohar                               | Hania El Hammamy                           | 9:11, 11:9, 11:7, 11:3                     |
| 2020 | aufgrund der COVID-19-Pandemie ausgefallen | aufgrund der COVID-19-Pandemie ausgefallen | aufgrund der COVID-19-Pandemie ausgefallen | aufgrund der COVID-19-Pandemie ausgefallen |
| 2019 | Philadelphia                               | Nouran Gohar                               | Nour El Tayeb                              | 3:11, 8:11, 14:12, 11:8, 11:7              |
| 2018 | Philadelphia                               | Raneem El Weleily                          | Nour El Sherbini                           | 11:6, 11:9, 11:8                           |
| 2017 | Philadelphia                               | Nour El Tayeb                              | Raneem El Weleily                          | 8:11, 11:4, 5:11, 11:7, 11:7               |
| 2016 | Philadelphia                               | Camille Serme                              | Nour El Sherbini                           | 11:8, 7:11, 12:10, 11:9                    |
| 2015 | Philadelphia                               | Laura Massaro                              | Nour El Tayeb                              | 11:6, 9:11, 6:11, 11:8, 11:7               |
| 2014 | Philadelphia                               | Nicol David                                | Nour El Sherbini                           | 11:5, 12:10, 12:10                         |
| 2013 | Philadelphia                               | Nicol David                                | Laura Massaro                              | 13:11, 11:13, 7:11, 11:8, 11:5             |
| 2012 | Philadelphia                               | Nicol David                                | Raneem El Weleily                          | 14:12, 8:11, 11:7, 11:7                    |
| 2011 | Philadelphia                               | Laura Massaro                              | Kasey Brown                                | 5:11, 11:5, 11:5, 11:3                     |
| 2010 | Chicago                                    | Vanessa Atkinson                           | Amanda Sobhy                               | 11:6, 11:4, 11:8                           |
| 2009 | New York City                              | Jenny Duncalf                              | Alison Waters                              | 11:7, 11:9, 6:11, 11:9 1                   |
| 2008 | nicht ausgetragen                          | nicht ausgetragen                          | nicht ausgetragen                          | nicht ausgetragen                          |
| 2007 | New York City                              | Natalie Grainger                           | Jenny Duncalf                              | 9:3, 9:4, 9:6 1                            |
| 2006 | New York City                              | Rachael Grinham                            | Natalie Grainger                           | 6:9, 9:6, 9:1, 1:9, 9:4 1                  |
| 2005 | Boston                                     | Natalie Grinham                            | Vicky Botwright                            | 9:7, 9:10, 9:3, 9:4                        |
| 2004 | New York City                              | Natalie Grainger                           | Linda Elriani                              | 6:9, 9:4, 9:6, 9:4 1                       |
| 2003 | New York City                              | Cassie Jackman                             | Carol Owens                                | 9:5, 5:9, 4:9, 9:7, 9:5 1                  |
| 2002 | New York City                              | Carol Owens                                | Tania Bailey                               | 9:7, 9:1, 10:8 1                           |
| 2001 | nicht ausgetragen                          | nicht ausgetragen                          | nicht ausgetragen                          | nicht ausgetragen                          |
| 2000 | nicht ausgetragen                          | nicht ausgetragen                          | nicht ausgetragen                          | nicht ausgetragen                          |
| 1999 | Hartford                                   | Cassie Jackman                             | Michelle Martin                            | 9:4, 9:4, 4:9, 9:3                         |
| 1998 | Hartford                                   | Michelle Martin                            | Sarah Fitz-Gerald                          | 4:9, 8:10, 9:3, 9:1, 9:6                   |
| 1997 | Minneapolis                                | Cassie Jackman                             | Sabine Schöne                              | 9:4, 9:4, 9:6                              |
| 1996 | nicht ausgetragen                          | nicht ausgetragen                          | nicht ausgetragen                          | nicht ausgetragen                          |
| 1995 | nicht ausgetragen                          | nicht ausgetragen                          | nicht ausgetragen                          | nicht ausgetragen                          |
| 1994 | Rhode Island                               | Suzanne Horner                             | Vicki Cardwell                             | 9:3, 9:0, 9:2                              |
| 1993 | Philadelphia                               | Cassie Jackman                             | Suzanne Horner                             | 9:5, 9:5, 9:5                              |

 1 Fungierte parallel als Carol Weymuller Open